# Castello di Torrechiara
Castello di Torrechiara er en borg fra 1400-tallet, som ligger nær Langhirano, i provinsen Parma i det nordlige Italien.
Den ligger på en bakketop syd for byen Parma på en strategisk placering med overblik over floden Parma i dalen nedenfor. Borgen blev bestilt af Pier Maria II de' Rossi, den fjerde greve af San Secondo, og den blev opført mellem 1448 og 1460. Fæstingen viser indflydelsen fra Sforza-Visconti-borgene (Huset Sforza, Castello di Novara). I 1894 blev den beskrevet som "de to murer, der er placeret på i et præcist kvadrat, og de fire tårne trækker sammen til en cyklopæisk pyramide der meget behagelig for øjet, faktisk meget elegant" af arkæologen og kunsthistorikeren Corrado Ricci.
Borgen har været drevet af Polo Museale dell'Emilia Romagna siden 2015.